# Морозово (сельское поселение Селковское)
Морозово — деревня в Сергиево-Посадском районе Московской области России, входит в состав сельского поселения Селковское.

## Население
| 1835 | 1850 | 1857 | 1859 | 1905 | 1926 | 2002 | 2006 |
| ---- | ---- | ---- | ---- | ---- | ---- | ---- | ---- |
| 62   | ↘60  | ↗62  | ↗68  | ↘54  | ↗67  | ↘3   | ↗6   |
| 2010 |      |      |      |      |      |      |      |
| →6   |      |      |      |      |      |      |      |

## География
Деревня Морозово расположена на севере Московской области, в северной части Сергиево-Посадского района, примерно в 93 км к северу от Московской кольцевой автодороги и 44 км к северу от станции Сергиев Посад Ярославского направления Московской железной дороги, на автодороге Р104.
В 33 км к западу от деревни проходит автодорога Р112, в 29 км юго-восточнее — Ярославское шоссе М8, в 31 км юго-западнее — Московское большое кольцо А108. Ближайшие населённые пункты — деревни Веригино, Полубарское, Строилово и Федорцово.
Связана автобусным сообщением с городом Сергиевым Посадом, городом Калязином Тверской области и селом Нагорье Ярославской области.

## История
В «Списке населённых мест» 1862 года — владельческая деревня 2-го стана Переяславского уезда Владимирской губернии на Углицком просёлочном тракте, от границы Александровского уезда к Калязинскому, в 54 верстах от уездного города и 36 верстах от становой квартиры, при колодце, с 6 дворами и 68 жителями (27 мужчин, 41 женщина).
По данным на 1905 год — деревня Федорцевской волости Переяславского уезда с 12 дворами и 54 жителями.
По материалам Всесоюзной переписи населения 1926 года — деревня Полубарского сельсовета Федорцевской волости Сергиевского уезда Московской губернии в 15 км от Угличско-Сергиевского шоссе и 50 км от станции Сергиево Северной железной дороги; проживало 67 человек (31 мужчина, 36 женщин), насчитывалось 16 хозяйств (14 крестьянских).
С 1929 года — населённый пункт Московской области в составе:
- Заболотьевского сельсовета Константиновского района (1929—1954)[15],
- Веригинского сельсовета Константиновского района (1954—1957)[16],
- Веригинского сельсовета Загорского района (1957—1963, 1965—1991)[17][18],
- Веригинского сельсовета Мытищинского укрупнённого сельского района (1963—1965)[18][19],
- Веригинского сельсовета Сергиево-Посадского района (1991—1994)[19],
- Веригинского сельского округа Сергиево-Посадского района (1994—2006)[20],
- сельского поселения Селковское Сергиево-Посадского района (2006 — н. в.)[21][22].